# Ocioso (CPU)
Um processador de computador é considerado ocioso quando não está sendo utilizado por nenhum programa.
Cada programa ou tarefa executada em um sistema de computador ocupa uma certa quantidade de tempo de processamento na CPU. Se a CPU houver concluído todas as tarefas, ela estará ociosa.
Os processadores modernos usam o tempo ocioso para economizar energia. Métodos comuns são reduzir a velocidade do clock junto com a voltagem da CPU e enviar partes do processador para um estado de hibernação. Em processadores que possuem uma instrução de parada (halt) que suspende temporariamente a CPU até que ocorra uma interrupção, como a instrução HLT de x86, pode haver economia de quantidades significativas de energia e calor se a tarefa ociosa consistir em um loop que executa repetidamente instruções HLT.
Muitos sistemas operacionais, por exemplo, Windows, Linux, e macOS executarão uma tarefa ociosa, que é uma tarefa especial carregada pelo agendador do sistema operacional em uma CPU quando não há nada para a CPU fazer. A tarefa ociosa pode ser codificada no agendador ou pode ser implementada como uma tarefa separada com a menor prioridade possível. Uma vantagem da última abordagem é que os programas que monitoram o status do sistema podem ver a tarefa ociosa junto com todas as outras tarefas;  um exemplo é o System Idle Process do Windows NT.

Alguns programas são projetados para parecer usar o tempo ocioso da CPU, o que significa que eles são executados com baixa prioridade (mas um pouco mais alta que a prioridade ociosa) para não afetar os programas executados com prioridade normal. Isso permite que programas de segundo plano não cruciais sejam executados apenas quando não afetarem o desempenho de outros aplicativos.